# Visceral Evisceration
A Visceral Evisceration egy osztrák death-doom együttes volt 1991-től 1995-ig.

## Története
Egy demót és egy nagylemezt adtak ki, az albumot a Napalm Records jelentette meg. A lemez kiadása után elhagyták a Napalm Records kiadót. 1995-ben nevet változtattak: As I Lay Dying lett a nevük, ezen a néven még egy demót adtak ki. As I Lay Dying néven 1996-ig működtek. E név alatt terveztek egy új albumot, még a Metal Hammer és a Rock Hard magazin is reklámozta őket, de az album végül sosem valósult meg. Így 1996-ban véglegesen feloszlottak. Dalaikban death metal hörgés és "tiszta" ének egyaránt hallható.

## Elnevezése
Az együttes neve latin eredetű, de angol nyelvű, élettani jellegű szakszavak egymás mellé helyezésével jött létre, szó szerinti jelentése: zsigeri kizsigerelés.

## Tagok
- Hannes Wuggenig - gitár, ének
- Jürgen Hajek - gitár
- Dominik Lirsch - basszusgitár
- Stephan Sternad - dob

## Diszkográfia
- Savour of the Seething Meat (demó, 1993)
- Incessant Desire for Palatable Flesh (album, 1994)
- Promo 1995 (demó, 1995, As I Lay Dying néven)